# Franciane Fischer
Franciane Fischer est une skieuse alpine paralympique suisse, qui a représenté la Suisse en ski alpin paralympique aux Jeux paralympiques d'hiver de 1980 à Geilo. Elle est gagnante de deux médailles de bronze.

## Carrière

### Jeux paralympiques 1980
Aux Jeux paralympiques d'hiver de Geilo en 1980, Franciane Fischer a pris la 3e place dans la course de slalom spécial en 1 min 40 s 92. Sur le podium se trouvaient Cindy Castellano, médaillée d'or, qui a terminé la course en 1 min 25 s 84 et Eva Lemezova, médaillée d'argent en 1 min 39 s 93. Par ailleurs, en slalom géant, Fischer avec un temps de 2 min 52 s 27 se place derrière Cindy Castellano (2 min 39 s 58) et Kathy Poohachof (2 min 42 s 58). Les deux courses se sont déroulées dans la catégorie 3A.

## Palmarès

### Jeux paralympiques
2 médailles:
- 2 bronzes (slalom spécial 3A et slalom géant 3A à Geilo 1980)